# بايوسفير (مونتريال)
ذا بايوسفير (بالفرنسية: Biosphère de Montréal)‏ هو متحف مخصص للبيئة، تم تشييده عام 1967 في مدينة مونتريال الكندية، وتحديدًا في جزيرة سانت هيلينز، بالجناح السابق للولايات المتحدة الكائن بمعرض إكسبو 67. يضم المتحف العروض الدائمة والخاصة والأنشطة الخارجية والبرامج التعليمية للزائرين والفعاليات الخاصة للصغار والمدارس والجامعات والمدرسين.

## التصميم
يُعتبر مبنى المتحف أول بناء في العالم ذو قبة جيوديسية، والتي صممها المعمار الأمريكي ريتشارد بوكمينستر فولر عام 1967. حيث لاحظ فولر أن المواد الإنشائية السائدة قد تتحمل الضغط، كما أنها تتسم بالثقل والحجم الكبير، ولكن القليل منها يتحمل الشد، لذا ركز على المواد التي تتحمل الشد والخفيفة الوزن ذات القطاعات الصغيرة وذلك ليمكنها احتمال قوى الالتواء والتقوس عند تعرضها لقوى الضغط. يُعتبر هذا الإنشاء النواة التي ظهرت على أساسها أعمال جديدة من المنشآت الفراغية.

## صور

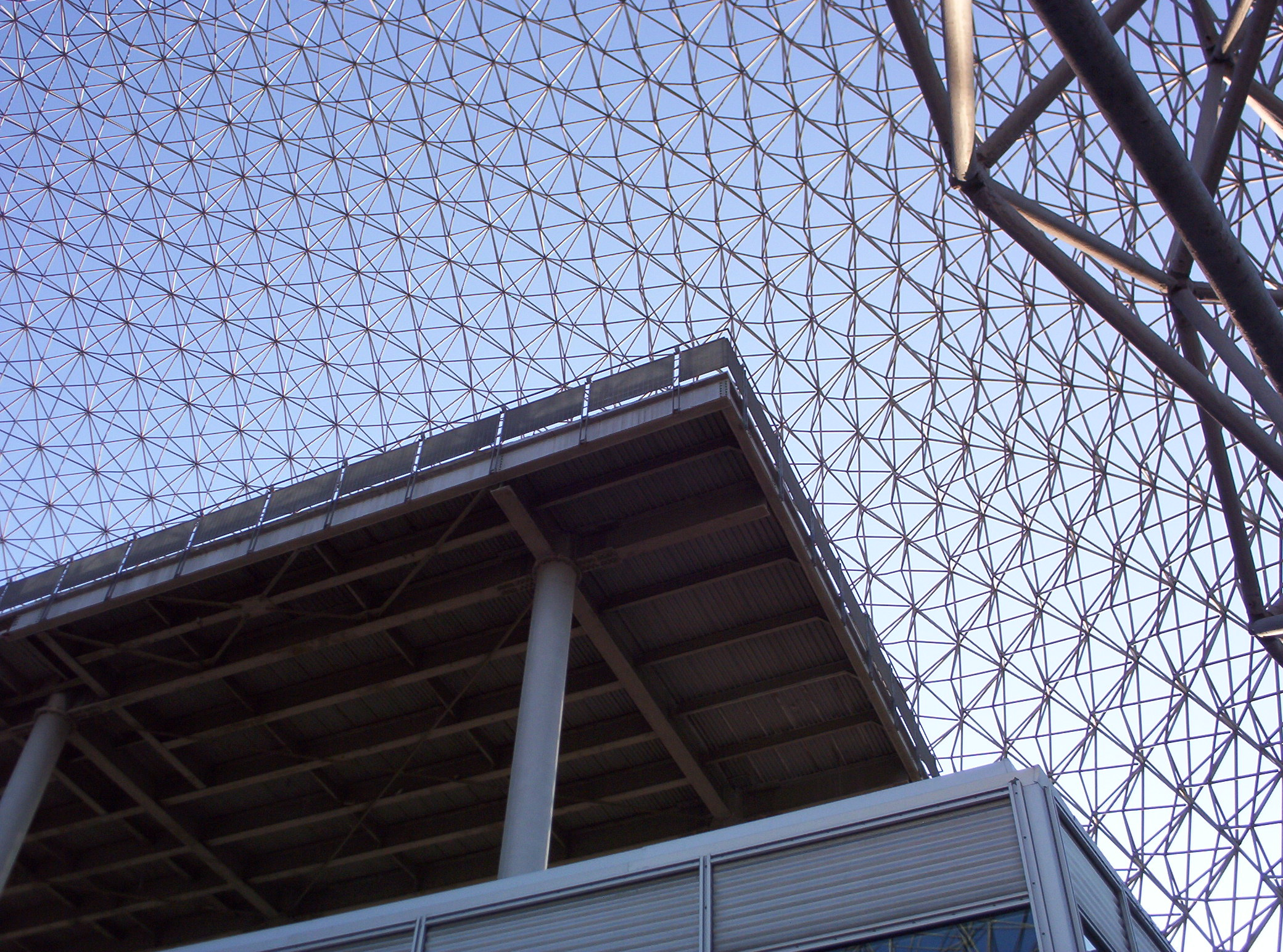
منظر داخلي
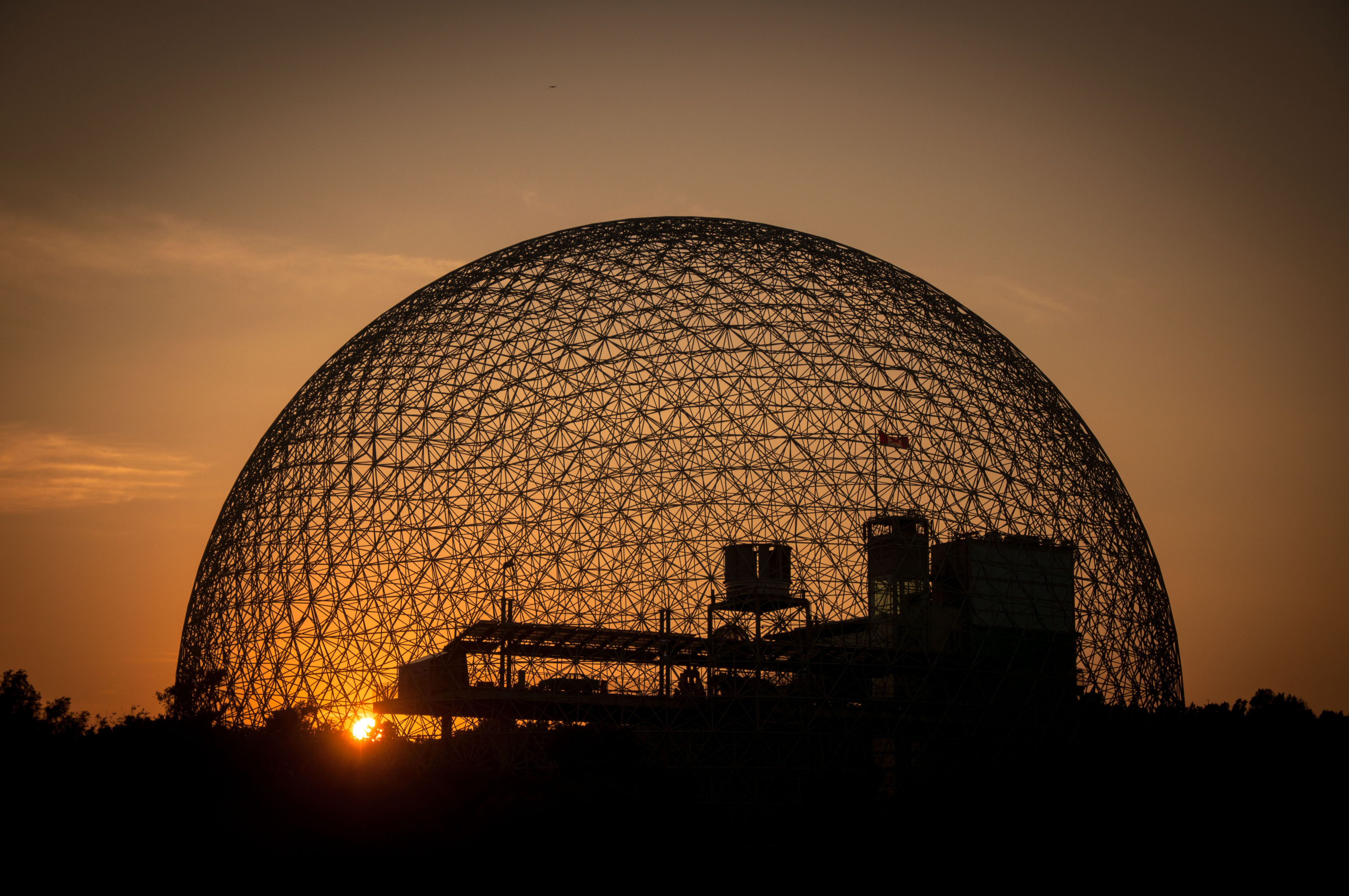
القبة وقت الغروب
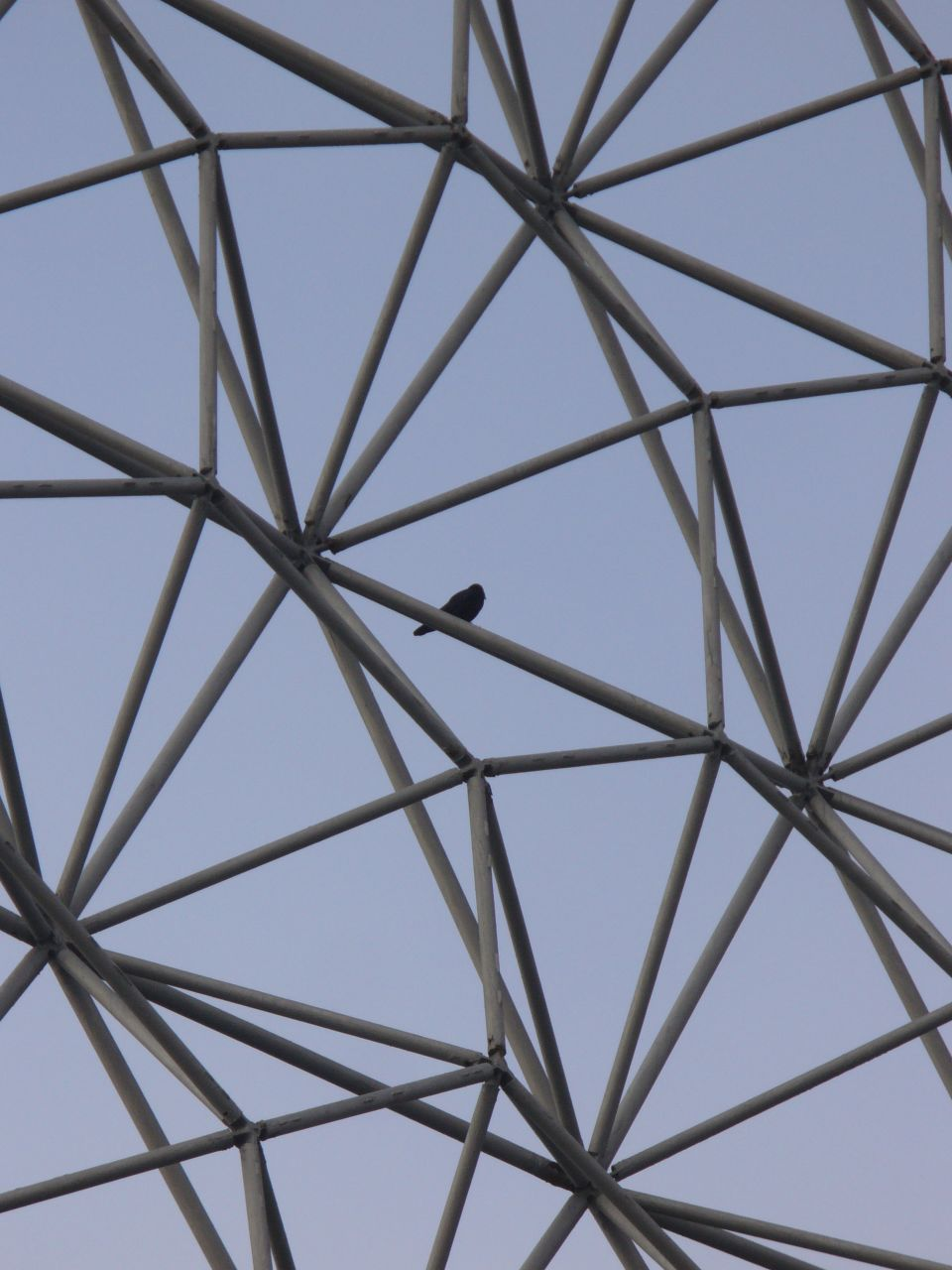
الإنشاء الفراغي للمبنى
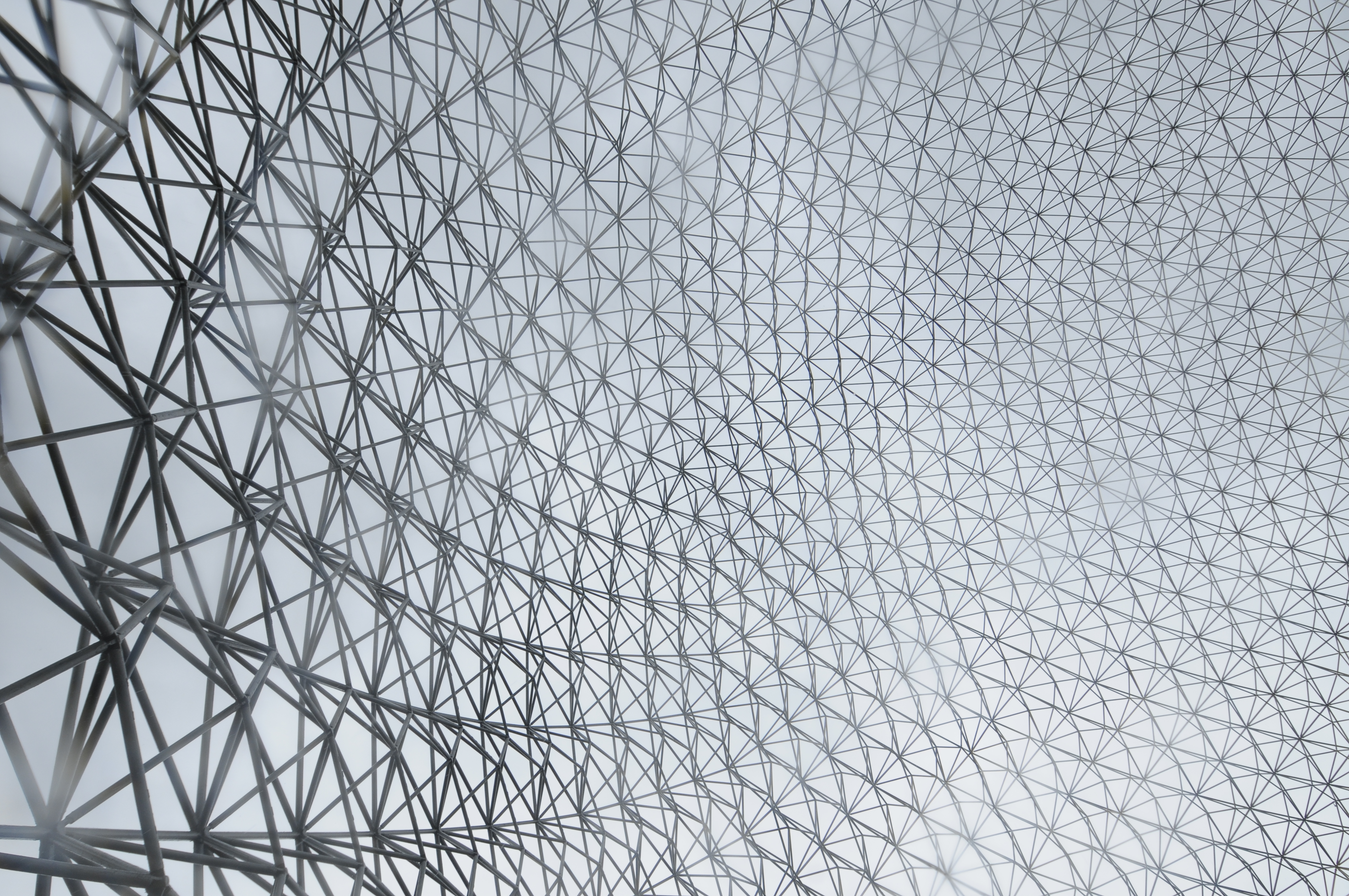
القبة من الداخل

## وصلات خارجية
- الموقع الرسمي لبايوسفير مونتريال